# Moundville (sito archeologico)
Moundville, noto come Moundville Archaeological Park, è un sito archeologico della Cultura del Mississippi.
Si trova presso la città di Moundville nella contea di Hale in Alabama. Il sito consiste nei resti di un insediamento preistorico fondato da nativi americani della cultura del Medio Mississippi intorno al 1120 d.C. su un promontorio situato lungo il fiume Black Warrior. L'insediamento, che si estendeva per circa 131 ettari (320 acri), era formato da una piazza centrale a pianta pseudo-rettangolare, intorno alla quale erano stati realizzati 32 tumuli in terra di varia altezza (mound), a forma di piramide tronca con base tipicamente quadrangolare. Il luogo era circondata da una palizzata difensiva su tre lati, il quarto essendo il fiume Black Warrior. Per la sua estensione e per la quantità di tumuli presenti, il sito è il secondo più grande centro della cultura mississippiana, inferiore solo a Cahokia. L'insediamento fu occupato fino al XVI secolo. Attualmente la parte principale del sito, contenente i 29 tumuli giunti sino ai nostri giorni, è parte del Moundville Archaeological Park gestito dalla Università dell'Alabama. Le prime significative esplorazioni del sito furono effettuate da Clarence B. Moore nel 1905 - 1906. Il sito è stato dichiarato National Historic Landmark nel 1964 ed è stato inserito nel Registro nazionale dei luoghi storici degli Stati Uniti nel 1966.